# Lucie Louette
Lucie Louette Kanning (* 15. Februar 1985 in Amiens) ist eine ehemalige französische Judoka. Sie war 2013 Europameisterin, 2011 Europameisterschaftszweite sowie 2010 und 2014 Europameisterschaftsdritte.

## Sportliche Karriere
Lucie Louette kämpfte von 2002 bis 2014 im Halbschwergewicht, der Gewichtsklasse bis 78 Kilogramm. 2003, 2008, 2010 und 2012 war sie französische Meisterin in dieser Gewichtsklasse. 2002 gewann Louette eine Bronzemedaille bei den U20-Europameisterschaften. 2004 folgte eine Bronzemedaille bei den Juniorenweltmeisterschaften. 2005 siegte sie bei den U23-Europameisterschaften und bei den Spielen der Frankophonie. 2007 gewann sie beim Super-World-Cup-Turnier in Moskau. Bei der Universiade 2007 in Bangkok erkämpfte sie eine Bronzemedaille.
2009 gewann Lucie Louette im Finale der Mittelmeerspiele in Pescara gegen Houda Miled aus Tunesien. 2010 belegte sie beim Grand Slam in Paris den dritten Platz. Bei den Europameisterschaften 2010 in Wien unterlag sie im Halbfinale der Ungarin Abigél Joó, im Kampf um Bronze bezwang sie die Polin Daria Pogorzelec. 2011 erreichte sie das Finale beim Grand Slam in Paris das Finale und unterlag dann ihrer Landsfrau Audrey Tcheuméo. Bei den Europameisterschaften 2011 in Istanbul bezwang sie im Halbfinale die Titelverteidigerin Abigél Joó, im Finale verlor Louette gegen Tcheuméo. 2011 startete Lucie Louette auch bei den Weltmeisterschaften in Paris, schied aber im Achtelfinale gegen die Japanerin Hitomi Ikeda aus. 2012 belegte sie bei den Europameisterschaften in Tscheljabinsk den siebten Platz.
Anfang 2013 besiegte Lucie Louette im Finale des Grand-Slam-Turniers in Paris die Japanerin Akari Ogata, nachdem sie bereits im Viertelfinale Audrey Tcheuméo besiegt hatte. Bei den Europameisterschaften 2013 in Budapest bezwang sie im Viertelfinale die Britin Natalie Powell und im Halbfinale Abigél Joó. Den Europameistertitel gewann sie durch einen Finalsieg über die Slowenin Anamari Velenšek. Bei den Weltmeisterschaften 2013 in Rio de Janeiro schied Louette in ihrem Auftaktkampf gegen die Kubanerin Kaliema Antomarchi aus. 2014 verlor Louette im Viertelfinale der Europameisterschaften in Montpellier gegen Marhinde Verkerk aus den Niederlanden. Im Kampf um Bronze bezwang sie die Deutsche Luise Malzahn. Bei den Weltmeisterschaften 2014 schied sie gegen Anamari Velenšek aus. Ende 2014 stieg Lucie Louette ins Schwergewicht auf, ihr größter Erfolg war der Sieg bei den African Open Anfang 2015.